# Victor Johann von der Forst
Victor Johann Hubert Maria von der Forst (* 4. Juni 1863 in Münster, Provinz Westfalen; † 30. März 1901 in Herten, Provinz Westfalen) war ein deutscher Maler der Düsseldorfer Schule.

## Leben

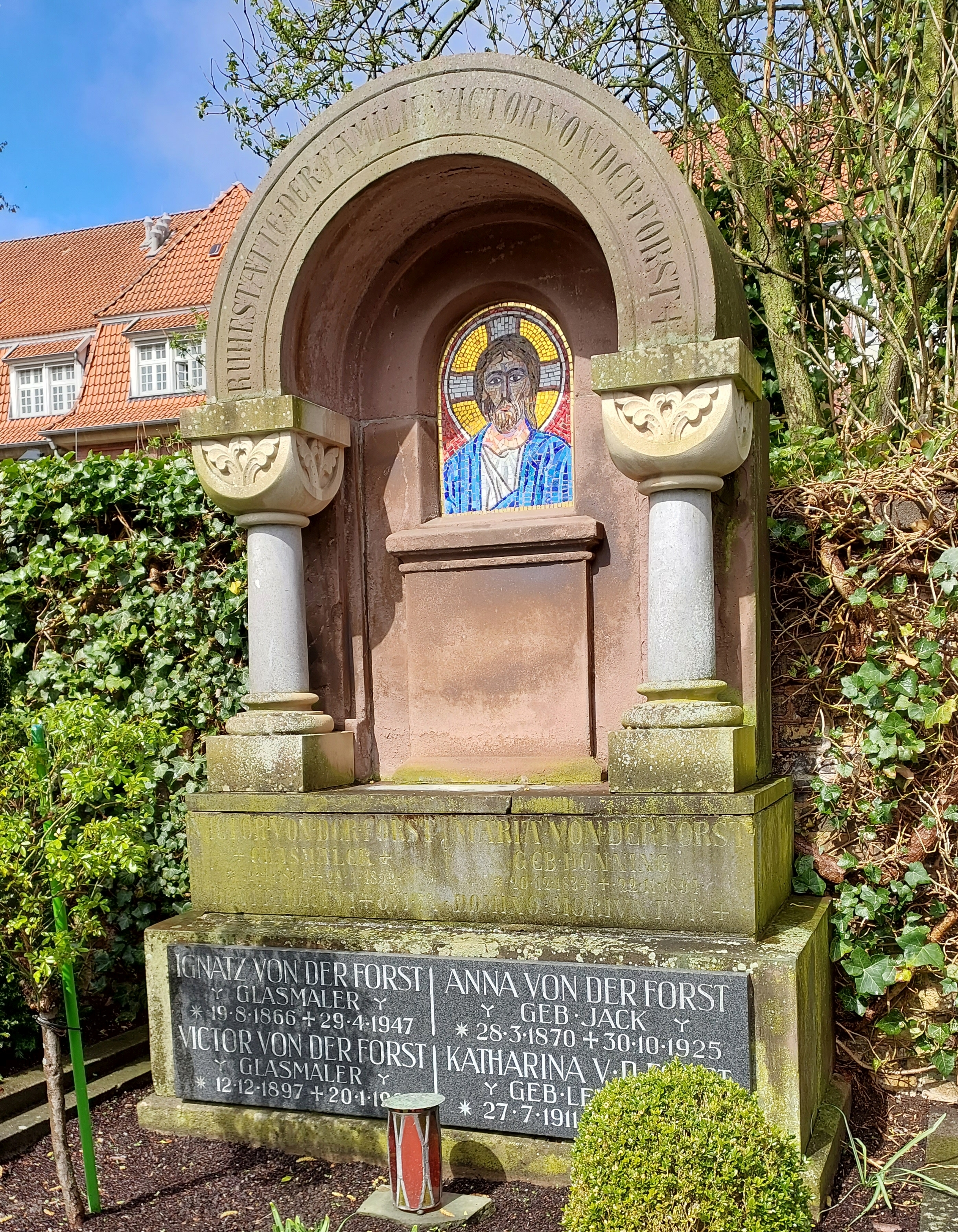
Ruhestätte der Familie Victor von der Forst

Von der Forst, Sohn des Münsteraner Glasmalers Victor Anton Clemens von der Forst (1834–1892) und dessen Ehefrau Maria Josepha Huberta, geborene Henning (1834–1894), besuchte von 1880 bis 1882 die Kunstakademie Düsseldorf. Dort waren Andreas Müller, Heinrich Lauenstein und Peter Janssen der Ältere seine Lehrer. Hauptsächlich wurde von der Forst für Kirchen tätig.
Er heiratete am 25. Oktober 1890 in Düsseldorf Pauline Laura Theresia Müller (1866–1944), die Tochter des Tuchkaufmanns Franz Gerhard Eduard Ernst Müller (1841–1895). Das Paar hatte eine Tochter und vier Söhne. Von der Forsts Schwester Alwine (1869–1937) war Schwägerin des Komponisten Engelbert Humperdinck.
Das Familiengrab befindet sich auf dem Zentralfriedhof Münster.